# 下小原駅
下小原駅（しもおばるえき）は、かつて鹿児島県肝属郡串良町下小原（現在の鹿屋市）に設置されていた、日本国有鉄道（国鉄）大隅線の駅（廃駅）である。大隅線の廃止に伴い、1987年（昭和62年）3月14日に廃駅となった。

## 歴史
- 1921年（大正10年）8月11日：大隅鉄道の駅として開業[1]。762 mm軌間。
- 1935年（昭和10年）6月1日：鉄道省が大隅鉄道を買収し、国鉄古江線の駅となる[1]。
- 1936年（昭和11年）10月23日：古江線の線名改称により、古江西線の駅となる。
- 1938年（昭和13年）10月10日：古江西線の1,067 mmへの改軌工事が完了し、古江東線と古江西線を合わせて古江線とする。
- 1947年（昭和22年）4月20日：小手荷物の取り扱いを開始[2]。
- 1962年（昭和37年）4月1日：荷物扱い廃止[1][3]。旅客のみを取り扱う駅員無配置駅となる[4]。
- 1967年（昭和42年）9月9日：志布志駅 - 国分駅間全通に伴い、古江線が大隅線に改称され、大隅線の駅となる。
- 1978年（昭和53年）3月：鉄骨平屋建ての駅舎に改築[5][6]。
- 1987年（昭和62年）3月14日：大隅線の全線廃止に伴い、廃駅となる[1]。

## 駅構造
単式ホーム1面1線を有する無人駅であった。

## 現状
- 下小原鉄道記念公園となっている。空き地に車輪が1つと記念碑が置かれているだけである。

## 隣の駅
日本国有鉄道
大隅線
串良駅 - 下小原駅 - 大隅高山駅